# Roberto Peccei
Roberto Daniele Peccei (italià: [petˈtʃɛi]; 6 de gener de 1942 - 1 de juny de 2020) fou un físic teòric que va treballar en les àrees de la interacció electrofeble i la interfície entre física de partícules i cosmologia. Fou vicerector de recerca a la Universitat de Los Angeles de Califòrnia (2000-2010).
Fill d'Aurelio Peccei, fundador del Club de Roma, Roberto Peccei va néixer el 1942 a Itàlia, va completar els estudis secundaris a l'Argentina, i va arribar als Estats Units el 1958 per cursar estudis universitaris en físiques. Es va llicenciar a l'MIT el 1962, va obtenir el màster a la Universitat de Nova York (NYU) el 1964 i el doctorat a l'MIT el 1969.

## Carrera
Després d'un breu període postdoctoral a la Universitat de Washington, va ser membre de la facultat de Stanford Universitat el 1971, on (juntament amb Helen Quinn) va proposar la teoria Peccei–Quinn, per a resoldre el problema CP fort. El 1978, va tornar a Europa com a membre de personal del Max Planck Institut a Múnic, Alemanya. Va arribar al laboratori Deutsches Elektron Synchroton (DESY) a Hamburg, Alemanya, com a cap del Grup Teòric el 1984. Va retornar als Estats Units el 1989, com a professor del Departament de Físiques d'UCLA. on va ser cap del departament, una posició que va mantenir fins a esdevenir degà de la Divisió de Ciències Físiques del College of Letters and Sciences el 1993.
Peccei és actualment al comitè editorial de Nuclear Physics B Suplement, i de Journal of Physics G. És membre del Club de Roma, trustee de l'Acadèmia Mundial d'Art i Ciència, President de la Fondazione Aurelio Peccei, i Fellow de la Societat Americana de Física i de l'Institut de Físiques del Regne Unit. És membre de nombrosos comitès tant a Europa com als EUA (laboratori de Física Nuclear de Cornell Universitat, Laboratori de Física Nuclear del MIT, Consell de Recerca en la Universitat de Califòrnia).

## Honors i Premis
- Fellow de la Societat Americana de Física (APS)
- Premi J.J. Sakurai (APS) en Física Teòrica de Partícules[5]